# Православие в Словении
Словения не относится к традиционно православным регионам Европы, так как ещё до раскола 1054 года христиане будущей Словении остались в зоне католического влияния Рима. Ныне территория Словении относится к канонической ответственности Сербской православной церкви.

## История
В 867 году бежавшие из Моравии от преследований франкского духовенства, поддерживавшего латинский язык богослужения, солунские братья Кирилл и Мефодий нашли убежище и поддержку у князя Коцела. По приказанию Коцела была построена предшественница той церкви, которая и сейчас стоит в Птуе. Миссионерская деятельность Кирилла и Мефодия оставила большой след в жизни словенцев. Народное предание сохранило сведения о многих местах, через которые, якобы, проходил их путь в Рим.
Турецкие набеги принесли с собой длительное сосуществование католиков и православных на словенском этническом пространстве. В первой половине XVI века в Словении нашли убежище многочисленные православные беженцы со славянских Балкан, которые заселялись в опустевших деревнях приграничных районов. Многие из них приняли потом католичество, некоторые присоединились к униатской церкви. Сербская православная церковь была построена в Триесте в 1763 году, а греческая — в 1786-м.
В июле 1915 года у Краньской Горы (на стыке современных границ Словении, Австрии и Италии) был организован лагерь для военнопленных, задачей которых стало построение стратегической дороги через перевал Вршич (словен. Vršič). Большинство из них были православными русскими солдатами, так как до вступления в войну Италии, Австро-Венгрия, в состав которой входила Словения, воевала исключительно с Россией. В 1916—1917 годах в память о погибших у перевала Вршич соотечественниках, строивших дорогу через перевал, русскими военнопленными была построена деревянная часовня.
К началу Второй мировой войны в Словении до войны было три православных прихода (в городах Любляна, Марибор и Целе), которые относились к Загребской епархии Сербской Православной Церкви. В настоящее время в Словении действует православный храм в Любляне и ещё один в Копере, принадлежащие Сербской Православной Церкви. Православных в Словении — приблизительно 3 % (в основном это сербы и македонцы). Православной миссии в Словении нет.